# ولواری
ولواری (به لاتین: Velvary) یک منطقهٔ مسکونی در جمهوری چک است که در شهرستان کلادنو واقع شده‌است.
 ولواری ۱۸٫۰۹ کیلومتر مربع مساحت و ۳٬۰۸۰ نفر جمعیت دارد و ۱۸۸ متر بالاتر از سطح دریا واقع شده‌است.